# Chacko Thottumarickal
Chacko Thottumarickal SVD (* 7. Januar 1949 in Kerala) ist ein indischer Ordensgeistlicher und emeritierter römisch-katholischer Bischof von Indore.

## Leben
Der aus dem Bundesstaat Kerala stammende Thottumarickal trat 1967 der Ordensgemeinschaft der Steyler Missionare bei und empfing am 11. Mai 1979 die Priesterweihe. Thottumarickal war lange Jahre in der Gegend um Jhabua im Bistum Indore tätig. Von 1987 bis 1989 studierte er in England Massenkommunikationsforschung und Drucktechnik. Anschließend übernahm er die Leitung der Druckerei der Steyler Missionare in Indore. Danach wurde Thottumarickal Provinzial der zentralindischen Provinz der Steyler Missionare.
Nach dem Ende seiner Amtszeit ernannte ihn Papst Johannes Paul II. am 25. März 2002 zum ersten Bischof des mit gleichem Datum errichteten Bistums Jhabua. Das Bistum entstand aus von den Bistümern Indore und Udaipur abgetrennten Gebieten. Als erster Bischof organisierte Thottumarickal das neue Bistum und seine Verwaltung. Am 24. Oktober 2008 ernannte ihn Papst Benedikt XVI. als Nachfolger von George M. Anathil SVD zum Bischof von Indore.
Papst Franziskus nahm am 17. Februar 2024 seinen altersbedingten Rücktritt an.